# Karacaağaç, Dalaman
Karacaağaç là một xã thuộc huyện Dalaman, tỉnh Muğla, Thổ Nhĩ Kỳ. Dân số thời điểm năm 2011 là 206 người.